# 감비아몽구스
감비아몽구스(Mungos gambianus)는 감비아부터 나이지리아에 이르는 아프리카 북서부의 습윤 사바나 지역에 널리 분포하는 몽구스이다.

## 외형
감비아몽구스는 일반적으로 갈색이 섞인 회색을 띤다. 연한 색의 목 한 쪽은 어두운 모피 색을 갖고 있다. 꼬리 털은 끝이 갈수록 점점 가늘어지며 짧지만 무성하지는 않다. 5개의 발가락이 있고, 발바닥부터 발목과 뒤꿈치까지는 털이 없다. 얼굴은 짧고, 턱 위아래에 어금니 두 개씩을 갖고 있다. 성적 이형성은 뚜렸하지 않다. 암컷의 젖꼭지 수는 6개이다.